# آلساندرو ماندزونی
آلساندرو فرانچسکو تومازو ماندزونی (ایتالیایی: Alessandro Francesco Tommaso Manzoni؛ ‏US: ‎/mɑːn(d)ˈzoʊni/‎؛‏ ایتالیایی: [alesˈsandro manˈdzoːni])؛ زاده ۷ مارس ۱۷۸۵ - درگذشته ۲۲ مه ۱۸۷۳) یک نویسنده، شاعر و فیلسوف ایتالیایی بود. او برای رمان نامزد (ایتالیایی: I promessi sposi) (1827) مشهور است، که عموماً در زمره شاهکارهای ادبیات جهان قرار دارد. این رمان همچنین نمادی از وحدت ایتالیایی است، هم به دلیل پیام میهن پرستانه اش و هم به این دلیل که یک نقطه عطف اساسی در توسعه زبان مدرن و یکپارچه ایتالیایی بود. مانزونی همچنین به تثبیت زبان ایتالیایی مدرن کمک کرد و به تضمین وحدت زبانی در سراسر ایتالیا کمک کرد. او یکی از طرفداران با نفوذ کاتولیک لیبرال در ایتالیا بود.
کار و تفکر مانزونی اغلب با تفکرات جوان هم‌عصر او، جاکومو لئوپاردی توسط منتقدان در تضاد قرار گرفته است.